# الجيش الإسرائيلي
الجيش الإسرائيلي (بالعبرية: צְבָא הַהֲגָנָה לְיִשְׂרָאֵל، تلفظ: تسفا هَهَغَناه لِيِسرائل)، ويُعرف اختصارًا بـ«تساهل» (צה״ל)، هو الجيش النظامي لدولة إسرائيل، ويشكّل الجناح العسكري الوحيد ضمن الأجهزة الأمنية الإسرائيلية. يتألف من ثلاثة فروع رئيسية: القوات البرية الإسرائيلية، وسلاح الجو الإسرائيلي، وسلاح البحرية الإسرائيلي، ويخضع لإمرة رئيس هيئة الأركان العامة الذي يُعيَّن من قبل وزير الدفاع.
أُسس الجيش الإسرائيلي في 26 مايو 1948، بأمر من دافيد بن غوريون، أول رئيس وزراء لإسرائيل، بعد وقت قصير من إعلان قيام الدولة. استند تشكيل الجيش إلى دمج التنظيمات شبه العسكرية اليهودية التي كانت قائمة في عهد الانتداب البريطاني، وأبرزها: الهاجاناه، والإرجون، وليشِي. ومنذ تأسيسه، شارك الجيش الإسرائيلي في جميع النزاعات المسلحة التي خاضتها إسرائيل.
شهد الجيش تحوّلًا استراتيجيًا كبيرًا بعد توقيع معاهدة السلام بين مصر وإسرائيل عام 1979 ومعاهدة السلام مع الأردن عام 1994؛ إذ غيّر من انتشار قواته الذي كان موزعًا سابقًا على جبهات عدة (لبنان وسوريا شمالًا، الأردن والعراق شرقًا، ومصر جنوبًا)، ليركّز لاحقًا على جنوب لبنان والأراضي الفلسطينية. انسحب الجيش من جنوب لبنان عام 2000، ومن قطاع غزة عام 2005، إلا أن المواجهات مع الفصائل الفلسطينية في غزة، وعلى رأسها حركة حماس، استمرت بعد ذلك. كما وقعت عدة اشتباكات حدودية مع سوريا منذ اندلاع الحرب الأهلية السورية عام 2011.
يحافظ الجيش الإسرائيلي على علاقات وثيقة مع الولايات المتحدة منذ عام 1967، تشمل التعاون في مجالات البحث والتطوير العسكري، ومن أبرز نتائج هذا التعاون مشاريع مثل طائرة F-15I ونظام الدفاع الصاروخي آرو (Arrow). ويُعتقد على نطاق واسع أن إسرائيل تمتلك قدرة نووية عملياتية منذ أواخر ستينيات القرن العشرين، ويُقدّر عدد الرؤوس النووية في حوزتها بما بين 80 و400 رأس.
تعرّض الجيش الإسرائيلي لانتقادات واسعة على خلفية سياساته وممارساته في الأراضي الفلسطينية، إذ اتهمته منظمات حقوقية دولية وعدد من الباحثين بارتكاب انتهاكات ممنهجة، تشمل القتل خارج نطاق القانون، التمييز المؤسسي، وقمع الحقوق الفلسطينية، ووصل الأمر إلى اتهامه بـالإبادة الجماعية من قِبل بعض الجهات الحقوقية والأكاديمية.

## التسمية
صادق مجلس الوزراء الإسرائيلي على مسمى «قوات الدفاع الإسرائيلية»، (بالعبرية: צְבָא הַהֲגָנָה לְיִשְׂרָאֵל، تسفا هجناه ليسرائيل) «جيش الدفاع عن إسرائيل» حرفياً، في 26 مايو 1948. ويختصر إلى «تساهل» نسبة إلى الأحرف الأولى للاسم العبري، اُختير الاسم لأن فيه كلمة «دفاع» للإيحاء بفكرة أن دور الجيش هو الدفاع، وكذلك لاحتواءه على اسم المجموعة الأساسية التي شكلت حجر الزاوية لبناء الجيش؛ الهاجاناه. وكان حاييم-موشيه شابيرا وحزب هاتزوهار من المعارضين لهذا الاسم، مفضلين تسمية «جيش إسرائيل» (بالعبرية: צְבָא יִשְׂרָאֵל، تسفا يسرائيل)، وفي وسائل الإعلام العربية نادراً ما يستعمل الاسم الرسمي للجيش، والتي تُشير إليه باسم «الجيش الإسرائيلي»، كما يكثر استخدام مُسمى «جيش الاحتلال» في وسائل الإعلام العربية إشارة إلى القوات الإسرائيلية المتواجدة في الأراضي الفلسطينية المحتلة (الضفة الغربية وبحر قطاع غزة). نشرت الحكومة الإسرائيلية بياناً في 13 يناير 1998 حول ما اعتبرته خروقات فلسطينية لاتفاق الخليل، من بينها استعمال مسمى «قوات الاحتلال» في وسائل الإعلام الفلسطينية الرسمية بدعوى تعارض ذلك مع اعتراف المؤسسات الفلسطينية بدولة إسرائيل.
يشار إلى الجيش الإسرائيلي باللغة الإنجليزية باسم «Israel Defense Forces» وتختصر إلى «IDF». وتُشير إليه وسائل الإعلام الفرنسية باسم «Tsahal» حسب اللفظ الشائع في إسرائيل لاختصار الاسم الرسمي.

## التاريخ
تعود جذور الجيش الإسرائيلي إلى المنظمات شبه العسكرية اليهودية في اليشوف الجديد، بدءًا من الهجرة الثانية (1904 إلى 1914). كانت أول منظمة من هذا النوع هي بار غيورا، التي تأسست في سبتمبر 1907. وتحولت بار غيورا إلى هاشومير في أبريل 1909، والتي ظلت تعمل حتى ظهور الانتداب البريطاني على فلسطين في 1920. وكانت هاشومير منظمة نخبوية ذات نطاق ضيق، تأسست في الأصل بغرض مواجهة العصابات الإجرامية التي تسعى لسرقة الممتلكات. قام فيلق البغال الصهيوني والفيلق اليهودي، وكلاهما جزء من الجيش البريطاني في الحرب العالمية الأولى، بتعزيز اليشوف بالخبرة العسكرية والقوة البشرية، مما شكل الأساس للقوات شبه العسكرية اللاحقة.
أدركت قيادة اليشوف الحاجة إلى منظمة دفاع سرية على مستوى البلاد، بعد الانتفاضة التي اندلعت في فلسطين في أبريل 1920 ضد اليهود، ولذلك تأسست الهاغاناه في يونيو 1920. أصبحت الهاغاناه قوة دفاع واسعة النطاق بعد الثورة العربية في فلسطين 1936-1939 بهيكل منظم يتكون من ثلاث وحدات رئيسية: الفيلق الميداني، وفيلق الحرس [الإنجليزية]، والبالماح. شارك اليشوف في المجهود الحربي البريطاني خلال الحرب العالمية الثانية، والذي توج بتشكيل اللواء اليهودي. كان من شأن هذه القوات أن تشكل في نهاية المطاف عماد قوات الدفاع الإسرائيلية، وتزودها بقوتها البشرية وعقيدتها الأولية.
أصدر رئيس الوزراء ووزير الدفاع دافيد بن غوريون أمراً بتشكيل الجيش الإسرائيلي في 26 مايو 1948 بعد إعلان استقلال إسرائيل. وعلى الرغم من أن بن غوريون لم يكن لديه السلطة القانونية لإصدار مثل هذا الأمر، فإن مجلس الوزراء أقر ذلك قانونياً في 31 مايو. ودعا الأمر نفسه إلى حل جميع القوات العسكرية اليهودية الأخرى. وافقت المنظمتان اليهوديتان السريتان الأخريان، إرغون وليحي، على الانضمام إلى الجيش الإسرائيلي في حالة السماح لهما بتشكيل وحدات مستقلة ووافقتا على عدم إجراء عمليات شراء أسلحة مستقلة. قاد هذا الأمر لقضية ألتالينا، وهي اشتباك يتعلق بالأسلحة التي اشترتها منظمة الإرغون مما أدى إلى مواجهة بين أعضاء الإرغون والجيش الإسرائيلي الحديث العهد. وانتهت القضية عندما قصف الجيش الإسرائيلي السفينة ألتالينا التي تحمل الأسلحة. في أعقاب هذه القضية، انحلت جميع وحدات الإرغون وليحي المستقلة أو دُمجت في الجيش الإسرائيلي. كما انضمت قوات البلماح، وهي عنصر قيادي في الهاغاناه، إلى الجيش الإسرائيلي تحت بنود، ورد بن غوريون بحل جهازه في 1949، وبعد ذلك تقاعد العديد من كبار ضباط البلماح، ولا سيما قائده الأول، إسحاق ساده.
نظم الجيش الجديد نفسه عندما تصاعدت حرب 1947–48 في فلسطين الانتدابية إلى الحرب العربية الإسرائيلية 1948، والتي شهدت تدخل الدول العربية المجاورة. تشكل اثني عشر لواء مشاة ومدرعات: جولاني، كرملي، ألكسندروني، كيرياتي، غيفعاتي، عتصيوني، اللواءان المدرعان السابع والثامن، عوديد، هارئيل، يفتاح، والنقب. وبعد الحرب، تحولت بعض الألوية إلى وحدات احتياطية، وحل البعض الآخر. تأسست القيادات والفيالق من الوحدات والقوات في الهاغاناه، ولا يزال هذا الهيكل الأساسي في الجيش الإسرائيلي موجوداً لغاية اليوم.
تحول الصراع الإسرائيلي الفلسطيني إلى صراع منخفض الحدة بين الجيش الإسرائيلي والفدائيين الفلسطينيين مباشرة بعد حرب 1948. مَثَلَ العدوان الثلاثي 1956، أول اختبار جدي لقوة الجيش الإسرائيلي بعد 1949، استولى الجيش الجديد على شبه جزيرة سيناء من مصر، والتي أعادها لاحقاً. ليعود ويحتلها مجدداً في حرب 1967، احتلت إسرائيل شبه جزيرة سيناء وقطاع غزة والضفة الغربية (بما في ذلك القدس الشرقية) وهضبة الجولان من الدول العربية المحيطة، مما أدى إلى تغيير ميزان القوى في المنطقة وكذلك دور الجيش الإسرائيلي. في السنوات التالية التي سبقت حرب أكتوبر، خاض الجيش الإسرائيلي حرب الاستنزاف ضد مصر في سيناء وحرب حدودية ضد منظمة التحرير الفلسطينية في الأردن، التي بلغت ذروتها في معركة الكرامة.
لقد غيرت مفاجأة حرب أكتوبر وما أعقبها من أساليب الجيش الإسرائيلي ونهجه في الحرب تماماً. فجرت تغييرات تنظيمية وخُصص المزيد من الوقت للتدريب على الحرب التقليدية. ومع ذلك، في السنوات التالية، تحول دور الجيش ببطء مرة أخرى إلى صراع منخفض الحدة، وحرب مدن، ومكافحة إرهاب. ومن أمثلة ذلك مهمة الكوماندوز الناجحة في عملية عنتيبي عام 1976 لتحرير ركاب الخطوط الجوية المختطفين المحتجزين في أوغندا. خلال هذه الحقبة، شن الجيش الإسرائيلي أيضاً مهمة قصف ناجحة في العراق لتدمير مفاعله النووي. وانخرط في الحرب الأهلية اللبنانية، حيث شن عملية الليطاني وفي وقت لاحق غزا لبنان في 1982، سعياً لإخراج منظمة التحرير الفلسطينية من لبنان.
حافظ الجيش الإسرائيلي على منطقة أمنية داخل جنوب لبنان مع حلفائه في جيش لبنان الجنوبي لمدة خمسة وعشرين عاماً. كان النضال الفلسطيني هو المحور الرئيسي لالجيش الإسرائيلي منذ ذلك الحين، خاصة خلال الانتفاضة الأولى والثانية، وما تلاها مثل عملية الدرع الواقي، وحرب غزة، وعملية عمود السحاب، وعملية الجرف الصامد، وعملية حارس الجدران، مما أدى إلى تغيير الجيش الإسرائيلي العديد من قيمه ونشر مدونة أخلاقيات الجيش الإسرائيلي [الإنجليزية]. ويشكل تنظيم حزب الله الشيعي اللبناني أيضاً تهديداً متزايداً، حيث خاض الجيش الإسرائيلي ضده صراعاً غير متكافئ بين عامي 1982 و2000، فضلاً عن حرب واسعة النطاق في 2006.

## التنظيم

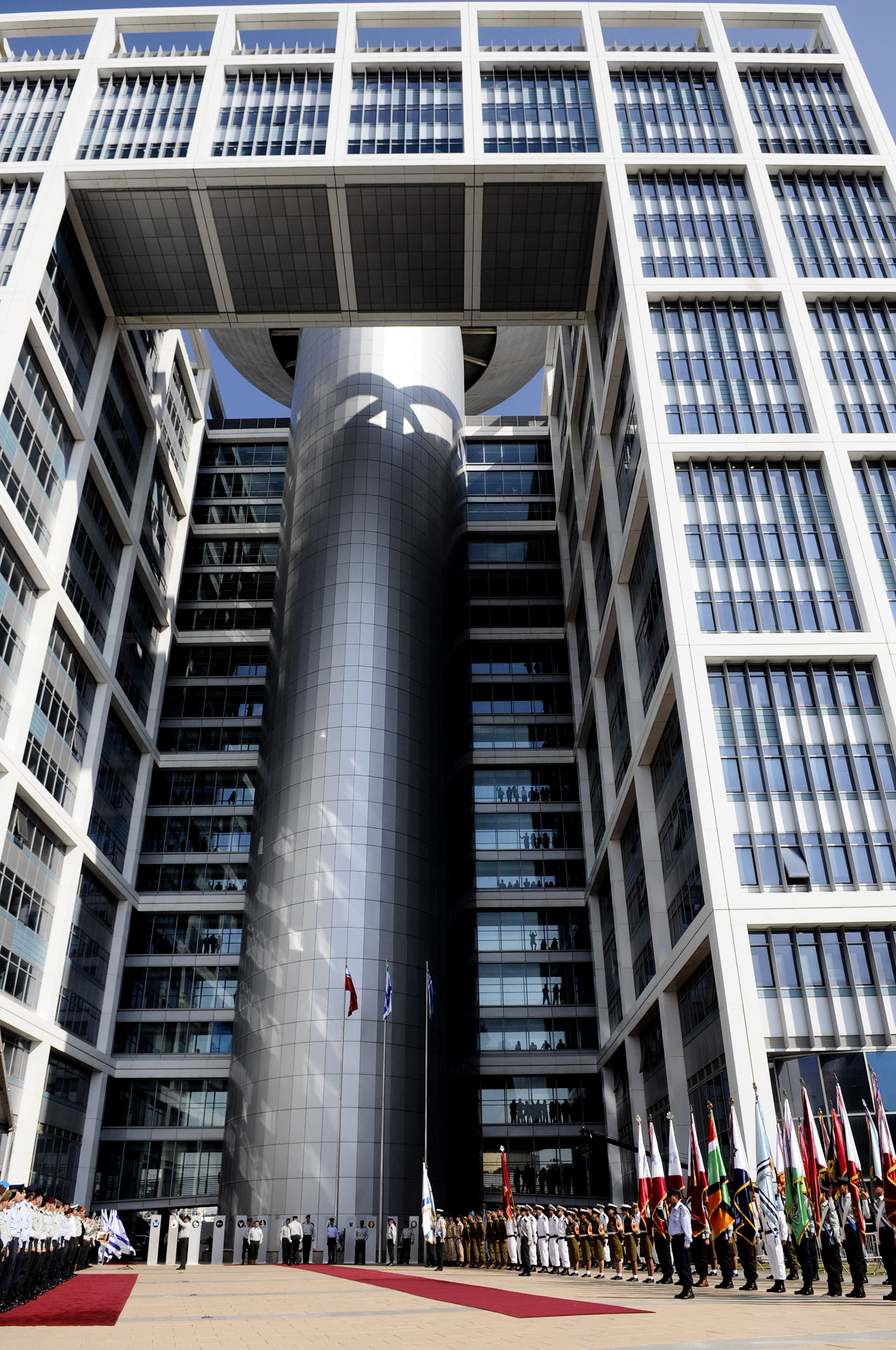
مجمع كرياه التابع للجيش الإسرائيلي، تل أبيب

تخضع جميع فروع الجيش الإسرائيلي لهيئة أركان عامة موحدة، ورئيس الأركان هو الضابط الوحيد الذي يحمل رتبة فريق (بالعبرية: רב אלוף، راڤ آلوف). وهو يقدم تقاريره مباشرة إلى وزير الدفاع وبشكل غير مباشر إلى رئيس الوزراء والحكومة. ويعين مجلس الوزراء رؤساء الأركان رسمياً بناءً على توصية وزير الدفاع، لمدة ثلاث سنوات قابلة للزيادة سنة واحدة إذا وافقت الحكومة بعد التصويت على مشروع تمديد خدمة رئيس الأركان العامة وفي حالات نادرة تصل إلى خمس سنوات. رئيس الأركان الحالي هو هرتسي هليفي.

### الهيكل
يضم الجيش الإسرائيلي الهيئات التالية، تظهر الهيئات التي يعد رؤساءها أعضاء في هيئة الأركان العامة بالخط العريض:

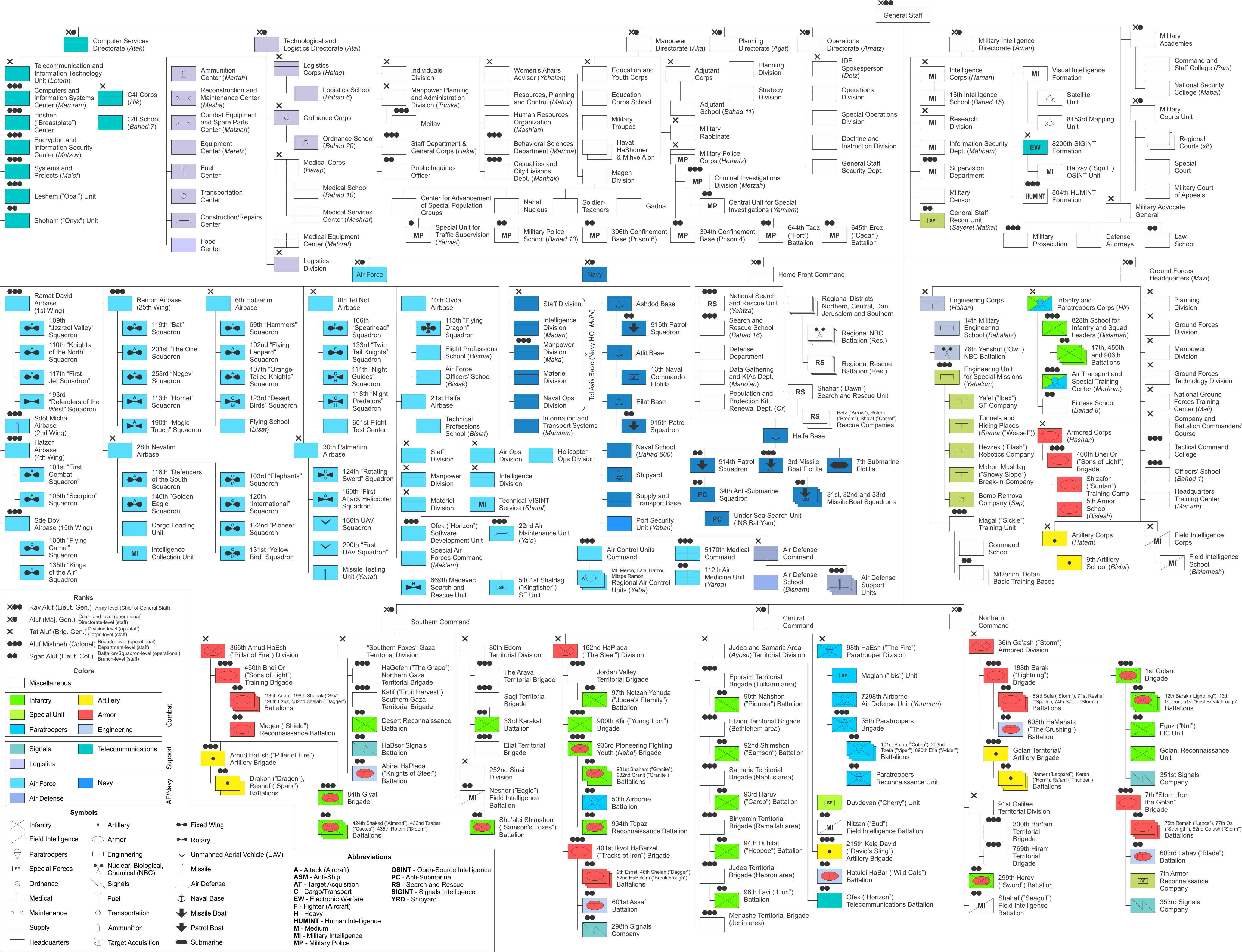
هيكل قوات الدفاع الإسرائيلية (اضغط للتكبير)

| - القيادة الشمالية - القيادة الوسطى - القيادة الجنوبية - قيادة الجبهة الداخلية القوات البرية - فيلق المشاة - لواء عوز - لواء المظليين - لواء جولاني - لواء ناحال - لواء غيفعاتي - لواء كفير - لواء بيسلماخ - فيلق المدرعات - اللواء السابع المدرع - لواء باراك المدرع - اللواء 401 مدرع - اللواء 460 مدرع - فيلق المدفعية - فيلق الهندسة القتالي - فيلق الاستخبارات القتالي - فيلق حرس الحدود قوات الجو والفضاء - القوات الجوية - شبكة الدفاعات الجوية القوات البحرية - سلاح البحرية | أركان حرب الجيش - شعبة التخطيط (انفصلت في 2020) - هيئة بناء القوة متعددة الفروع - هيئة الشؤون الاستراتيجية والدائرة الثالثة - إدارة العمليات - المتحدث باسم جيش الدفاع - مركز دادو للدراسات العسكرية متعددة الاختصاصات - شعبة الاستخبارات العسكرية الإسرائيلية - فيلق الاستخبارات الإسرائيلية - الرقابة العسكرية - فيلق العمق - مديرية القوى العاملة - فيلق الشرطة العسكرية - فيلق التعليم والشباب - الفيلق المعاون - الفيلق العام - الحاخامية العسكرية - مستشارة شؤون المرأة - شعبة تخطيط وإدارة القوى العاملة - شعبة الأفراد - شعبة الموظفين - رئيس ضباط الاحتياط - المحاكم العسكرية / وحدة المحاكم - محكمة الاستئناف العسكرية - المدعي العام العسكري - مديرية خدمات الحاسوب - فيلق تكنولوجيا المعلومات والاتصالات - مديرية التقنية واللوجستيات - فيلق العتاد - الفيلق اللوجستي - الفيلق الطبي | العسكرية: - الكليات العسكرية - كلية القيادة التكتيكية - كلية القيادة والأركان - كلية الأمن القومي - مكتب تنسيق الحكومة في المناطق - المستشار المالي لرئيس الأركان - السكرتير العسكري لرئيس الوزراء المدنية: - الإدارة العامة لوزارة الدفاع - وحدة المراقب المالي لمؤسسة الدفاع - إدارة تطوير الأسلحة وصناعة التكنولوجيا - قسم الهندسة والبناء في وزارة الدفاع |

#### الوحدات
| القوات البرية | القوات البرية | القوات البرية                                |
| بالعبرية      | بالعربية      | رتبة القائد                                  |
| ------------- | ------------- | -------------------------------------------- |
| חֻלְיָה خوليا    | فريق رماية    | ماشاك خوليا («قائد فريق رماية») عريف أو رقيب |
| כִּתָּה كيتا      | حظيرة / قسم   | ماشاك كيتا («قائد قسم/حظيرة») رقيب أول       |
| מַחְלָקָה ماخلاكا | فصيلة         | ميفاكيد ماخلاكا («قائد فصيلة») ملازم         |
| פְּלֻגָּה بلوغا    | سرية          | ميفاكيد بلوغا («قائد سرية») نقيب             |
| סוֹלְלָה سوليلا  | بطارية مدفعية | نقيب أو رائد                                 |
| סַיֶּרֶת سيريت    | استطلاع       | نقيب أو رائد                                 |
| גְּדוּד غدود     | كتيبة         | مقدم                                         |
| חֲטִיבָה خاتيفا  | لواء          | عقيد                                         |
| אֻגְדָּה أوغدا    | فرقة          | لواء (1948–1967) عميد (1968–للآن)            |
| גַּיִס غايس      | فيلق          | لواء                                         |

| القوات الجوية | القوات الجوية | القوات الجوية |
| بالعبرية      | بالعربية      | رتبة القائد   |
| ------------- | ------------- | ------------- |
| טַיֶּסֶת تايست    | سرب جوي       | نقيب أو رائد  |
| כָּנָף كنف       | جناح جوي      | مقدم          |
| לַהַק لاهك      | مجموعة جوية   | عقيد          |

## الرتب والزي والشارات

### الرتب
يستخدم الجيش الإسرائيلي نفس مسميات الرتب في جميع القوات، بما في ذلك القوات الجوية والبحرية، على عكس معظم الجيوش. شارات الرتب بالنسبة لضباط القوات البرية، تكون نحاسية على خلفية حمراء؛ وفضية على خلفية زرقاء للقوات الجوية؛ وتضع البحرية شرائط ذهبية على الأكمام. تُلبس شارات الضباط على الكتفيات أعلى كلا الكتفين. يتم ارتداء الشارة المميزة لكل خدمة على الغطاء.

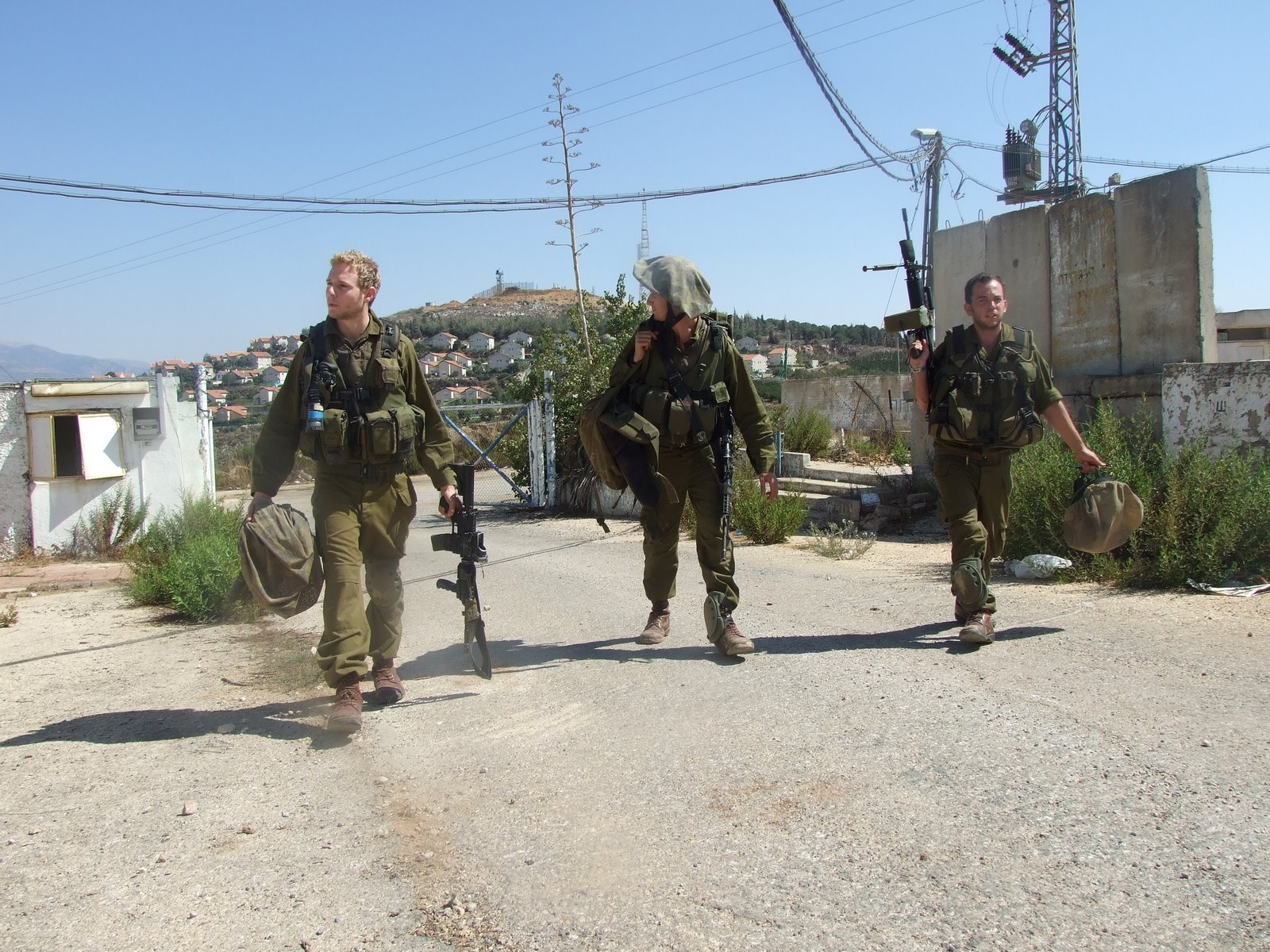
جنود إسرائيليون عائدون من حرب لبنان الثانية، مسلحون ببندقية إم4 ورشاش نقب الخفيف

يرتدي المجندون شارات الرتبة على الكم، في المنتصف بين الكتف والمرفق. تكون الشارات بيضاء مع خيوط زرقاء متشابكة ومدعومة بلون السلك المناسبب في الجيش والقوات الجوية. يرتدي أفراد البحرية شارة رتبة ذهبية اللون مخيطة على مادة زرقاء داكنة.
عدت رتبة رقيب أول كمساعد رتبة ذات أهمية خاصة منذ تشكيل الجيش الإسرائيلي حتى أواخر الثمانينيات، وذلك تماشياً مع استخدامها في الجيوش الأخرى. لم تعد الرتب المتزايدة للرقيب أول ذات قيمة رفيعة وذلك خلال الثمانينيات والتسعينيات من القرن الماضي، حالياً أصبحت جميع رتب ضباط الصف المحترفين عبارة عن تبادل في رتبة رقيب أول (راف سامال) باستثناء راف ناغاد.
|  |  |  |  |  |  |  |  |  |

|  |  |  |  |  |

|  |  |  |  | دون علامة |

## التجنيد والخدمة

### الخدمة النظامية
الخدمة العسكرية في إسرائيل إلزامية لكل ذكر أو أنثى فوق 18 سنة. تُستثنى من الخدمة الإلزامية بعض المجموعات من بينها العرب المسلمين والمسيحيين وطلاب اليشيفات (المدارس اليهودية الدينية). ويعني ذلك أن أغلبية عرب ال48 وكذلك أغلبية المتشددين في الديانة اليهودية («الحارديم») معفون عن الخدمة. وقد سبب هذا الاستثناء، وبشكل خاص إعفاء اليهود المتشددين بالدين، نوعاً من الشّد والجذب داخل المجتمع الإسرائيلي لتزايد طلاب الييشيفات. ولا يشمل الاستثناء أبناء الطائفة الطائفة الدرزية من حملة الجنسية الإسرائيلية، وهم يخدمون إجباريا في الجيش الإسرائيلي، بل وقد ارتقى بعض الدروز المراتب العليا في صفوف الجيش الإسرائيلي. إلا أن باب التطوع مفتوح لعرب 48، حيث تكون أغلبية المتطوعين العرب من بين البدو، ولكن عدد المتطوعين البدو قليل ويتراوح بين 200 و400 شخص سنويا فقط 
يخدم المجندون فترة 3 سنوات في الجيش الإسرائيلي إذا ما تمّ فرزهم في أماكن قتالية، بينما تخدم النساء فترة سنتين ان لم يُفرزن في أماكن قتالية واقتصر عملهنُ على الأعمال المساندة. مُنذ سنة 2000 يسمح للنساء الخدمة في الوحدات القتالية إذا عبرن عن إرادتهن بذلك وإذا وافقت على التجنيد لمدة 3 سنوات.
في حالات كثيرة يقضى الجنود غير الصالحين للخدمة القتالية من الناحية الصحية أو لأسباب أخرى خدماتهم في أعمال ذات طبيعة مدنية لصالح الجمهور، مثل مساعدة المعلمين في المدارس الحكومية، العمل في إذاعة الجيش الإسرائيلي (غاليه تساهل) وغيرها. وهناك أيضا خدمة وطنية مدنية خارج نطاق الجيش وهي مفتوحة أمام المعفيين من الخدمة العسكرية وهي خدمة تطوعية، غير أن هناك اقتراحات لجعلها إلزامية لكل من يعفى من الخدمة العسكرية القتالية لأي سبب كان. ومن أشد المعارضين لهذه الاقتراحات هم المتزمتون اليهود وعرب 48.

### خدمة الاحتياط
يخدم الجنود الإسرائيليون مدّة شهر واحد من كل عام حتى يبلغ الرجل 43 من عمره، ويتم طلبه للخدمة في حال الحروب والطوارئ، وغالباً ما يخدم في نفس الوحدة العسكرية في كل مرة يؤدي خدمة الاحتياط. وقد وجدت تعديلات على نظام الخدمة الجديد الذي صدر في 13 مارس 2008. يمكن للجيش التنازل عن خدمة جندي احتياط زمنيا أو دائما.

### حرس الحدود
حرس الحدود هو وحدة مشتركة للشرطة والجيش حيث يتم تدريب المجندين في القتال في المناطق المأهولة بالسكان. من الناحية الإدارية تنتمي الوحدة إلى الشرطة ويعمل المجندون فيها كشرطيين، إلا أن أزياءهم تختلف عن أزياء الشرطة العادية بلونها. يعمل أفراد الوحدة أيضا في مناطق معينة من الضفة الغربية وفي الجزء الشرقي لمدينة القدس. غالباً القيادة في حرس الحدود تكون من الضباط الذين عملوا في الوحدات الفعالة في الجيش النظامي.

### الأقليات في الجيش
أعلن الجيش الإسرائيلي أن عدد الجنود الذين يخدمون في صفوفه من أبناء الاقليات (أغلبية ساحقة من الدروز والباقي من البدو وبعض الشركس والمسيحيين) يصل إلى 6,000 جندي. الدروز والشركس، يؤدون الخدمة الإجبارية جنباً إلى الجنب مع الجنود اليهود، وغالباً ما خدموا في وحدات خاصة تسمى وحدات الأقليات.
يبدو من المعطيات المتوفرة عن وزارة الدفاع الإسرائيلية أن عدد المتطوعين المسلمين والمسيحيين للخدمة العسكرية لا يقل عن 1200 مُتطوع سنويا، أغلبيتهم الساحقة من البدو في الجليل والنقب. أقام الجيش كتيبة خاصة بالبدو تكون أغلبية أفرادها من المتطوعين البدو واسمها «كتيبة التجوال الصحراوية»، كذلك يخدم الكثير منهم في «وحدة قصاصي الأثر».

## الإنفاق والتحالفات
خلال الأعوام 1950 إلى 1966 صرفت الحكومة الإسرائيلية 9% من ناتج الدخل القومي على الجيش التسليح، وصلت إلى 24% في فترة الثمانينات. وزاد الإنفاق العسكري بشكل كبير بعد حربي 1967 و1973، وبلغت ذروتها عند حوالي 30% من الناتج المحلي الإجمالي في عام 1975، ولكنها انخفضت بشكل كبير منذ ذلك الحين، بعد توقيع اتفاقيات التطبيع مع الأردن ومصر. وفي عام 1983، قررت الولايات المتحدة وإسرائيل إنشاء مجموعة السياسية العسكرية المشتركة التي تنعقد مرتين في السنة وتشرف على عملية التخطيط العسكري والتدريبات المشتركة، وتتعاون على البحوث العسكرية وتطوير الأسلحة. كما تحتفظ القوات الاميركية بمخزون احتياطي حربي في إسرائيل تبلغ قيمته 493 مليون دولار، وتعتبر أمريكا الحليف الأول لإسرائيل بغض النظر عن التزامات الولايات المتحدة في نطاق حلف الناتو. مُنذ عام 1976 كانت إسرائيل المستفيد الأكبر من المساعدات الخارجية الأمريكية، حيث بلغ التمويل العسكري لإسرائيل حوالي 1,8 مليار دولار سنويًا.[بحاجة لمصدر]
في سبتمبر/أيلول 2009، صادق وزير الدفاع إيهود باراك ووزير المالية يوفال شتاينتس ورئيس الوزراء بنيامين نتنياهو على تخصيص مبلغ إضافي قدره 1.5 مليار شيكل لميزانية الدفاع لمساعدة إسرائيل في معالجة المشاكل المتعلقة بإيران. وجاءت التغييرات في الميزانية بعد شهرين من موافقة إسرائيل على ميزانيتها لمدة عامين. وبلغت ميزانية الدفاع في عام 2009 نحو 48.6 مليار شيكل، وفي عام 2010 نحو 53.2 مليار شيكل ـ وهو أعلى مبلغ في تاريخ إسرائيل. ويشكل هذا الرقم 6.3% من الناتج المحلي الإجمالي المتوقع و15.1% من الميزانية الإجمالية، حتى قبل الإضافة المخطط لها والتي بلغت 1.5 مليار شيكل.

## استخدام المرتزقة
عدد الجنود المرتزقة داخل جيش الاحتلال بلغ 6200 جندي في 18-6-2015م.[بحاجة لمصدر] وتم استخدامهم بشكل واضح في الحرب على غزة 2014 .
قلق وتخوف يصيب قيادة جيش الاحتلال من ظاهرة الضائقة الاقتصادية التي يعاني منها جنود جيش الاحتلال، الامر الذي يعكس زيادة الميزانية على التحصين، وشراء الاسلحة، مقابل عجز الميزانية في تغطية نفقات احتياجات الجنود.
قفد اكدت القناة الثانية العبرية على معطيـات صادرة عن قسم القوى البشرية في جيش الاحتلال، مفادها (أن واحد من كل أربعة جنود يعانون ضائقة اقتصادية وتبين أن عشرات الآلاف منهم يعانون الفقر ويطلبون المساعدات).[بحاجة لمصدر]
وفي ظل عجز قيادة جيش الاحتلال عن التعامل مع هذه الظاهرة، تقدم جمعيات المساعدات المالية للجنود الفقراء، وأن تسرب هذه الظاهرة في جيش الاحتلال أدى إلى انعكاس مدى الحالة الاقتصادية التي يعيشها المجتمع الصهيوني وعجز ميزانيته في تغطية كافة دوائر الجيش.
واضافت القناة الثانية العبرية حسب تقاريرلها قالت :أن ما يقارب 30 ألف جندي مصنفون على أنهم يعانون ضائقة مالية والمبالغ التي تقدم كمساعدات للجنود بلغب نصف مليار شيكل .
ومع انطلاق عملية "طوفان الأقصى"، كشفت صحيفة إلموندو الإسبانية، عن توجه الجيش الإسرائيلي، للاعتماد على مرتزقة للقتال في صفوفه، سعيًا إلى تدعم الجيش الإسرائيلي بمزيد من المقاتلين.
وأشارت الصحيفة الإسبانية، إلى أن الجنود الذين وصلوا إلى إسرائيل، سبق لهم القتال مع أوكرانيا ضد روسيا، وقال أحد المرتزقة، إن أحد أسباب قدومه للقتال في إسرائيل "كونهم يعطون أجرًا جيدًا للغاية".

## التقنية الإسرائيلية
يعتمد على التكنولوجيا المستوردة من الولايات المتحدة بشكل أساسي مثل طائرة F15 و F16 والطائرة العمودية «أباتشي». هذا بالإضافة إلى الأسلحة التي يتمّ تطويرها في المؤسسات الصناعية العسكرية المحلية كطائرات كفير والصواريخ (شافيت) وطائرات دون طيار مثل طائرة أيتان والمعدات التي تقتنيها من الولايات المتحدة الأمريكية والتي تخضع للتطوير في المخازن والمصانع الإسرائيلية (أنظر إسرائيل لصناعات الطيران والفضاء).

## الأسلحة المستخدمة
- بندقية M16.
- بندقية M4 Carbine
- بندقية Tavor TAR-21 bullpup
- بندقية IMI Galil
- السيارات (hummer)

وتتمتع إسرائيل بالقدرة على اعتراضّ الصواريخ البالستية عن طريق شبكة صواريخ «آرو» المطوّرة محلياً وأنظمة باتريوت التي لم تجد نفعا أمام صواريخ حزب الله من لبنان صيف 2006. وتعمل إسرائيل على تطوير سلاح ليزر بالتعاون مع الولايات المتحدة لاعتراض الصواريخ ذات المدى المتوسّط. ولا ننسى ان إسرائيل من بين الدول القليلة جدّاً ومؤخرا إيران التحقت بالنادي النووي والتي لديها الإمكانات لإيصال قمر صناعي إلى مداره الفضائي عن طريق صواريخها من نوع شافيت (أنظر: أفق).
الدول التي تملك أسلحة نووية وتعلن عنها هي روسيا والولايات المتحدة الأمريكية والصين والمملكة المتحدة وفرنسا والهند وباكستان وأخيرا كوريا الشمالية. أما إسرائيل فهي تحيط في هذا الموضوع بسرية كاملة رغم افصاح دوائر رسمية عالمية كثيرة عن امتلاك أسرائيل للسلاح النووي. في نفس الوقت لا تسمح إسرائيل بتفتيش منشآتها النووية من قبل الهيئة الدولية للطاقة الذرية التي تهتم بمنع انتشار الأسلحة النووية طبقا للمعاهدة الدولية الخاصة بذلك. يعتبر عام 2012 فترة حرجة بالنسبة لإيران حيث تتزايد عليها الضغوط من الغرب وبالذات من إسرائيل لعدم السماح لها بإنتاج سلاح نووي، في الوقت التي تنفي فيه إيران عزمها على صناعة قنابل نووية، وتقول أن تخصيب اليورانيوم الذي تقوم به هو بغرض الاستغلال السلمي للطاقة النووية فقط، إلا أن شكوك الغرب وإسرائيل كبيرة.

## أسلحة عسكرية

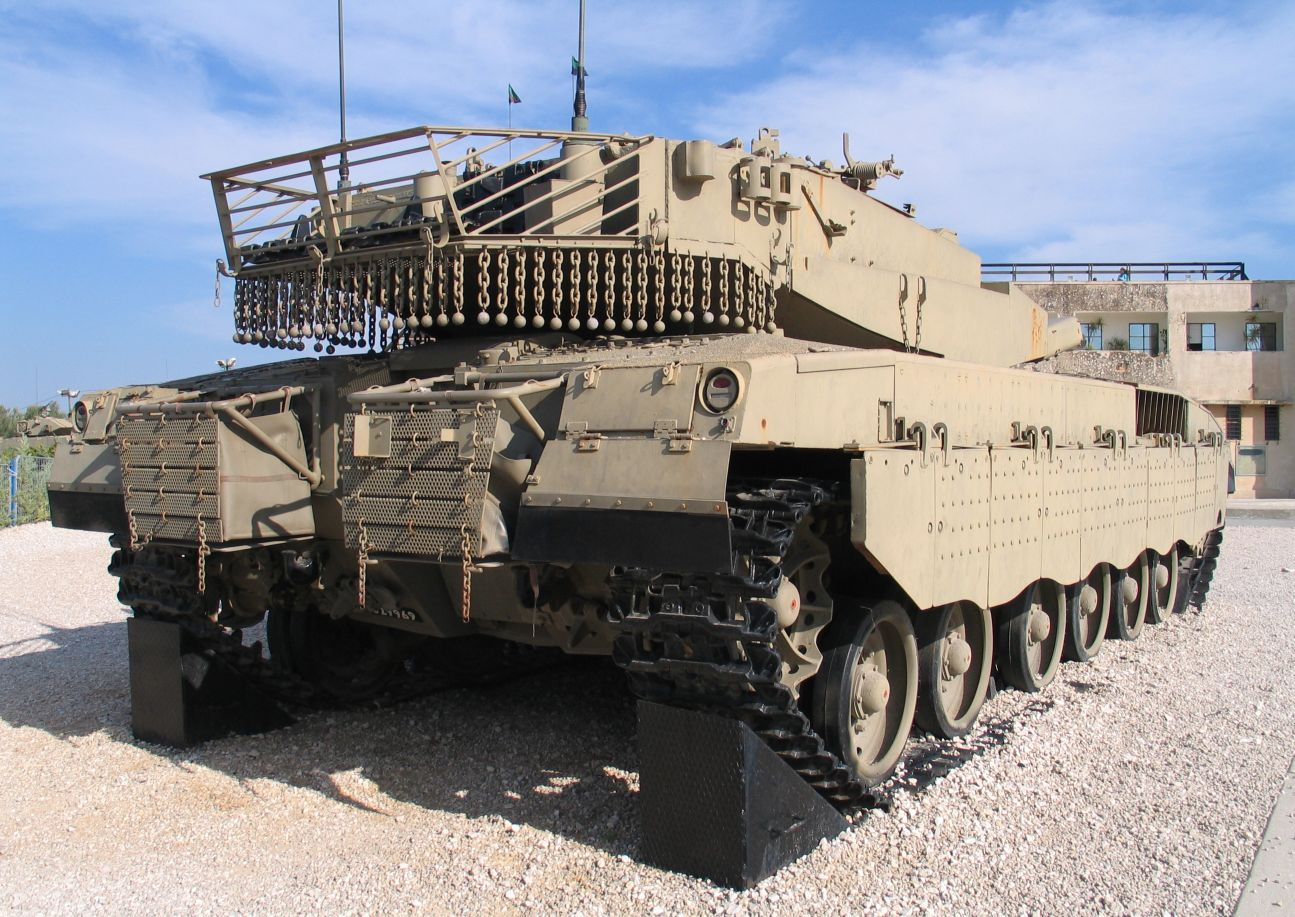
الدّبابة الإسرائيلية «ميركافاه»

تمّ تطوير الأسلحة النووية في مفاعل «ديمونة» النووي منذ ستينيّات القرن العشرين. يُعتقد أن أول قنبلتين قامت إسرائيل بإنتاجهما كانتا جاهزتين للاستعمال قبل حرب السّتة أيام (1967)، ويُعتقد أن رئيس الوزراء «اشكول» أمر بتجهيزهما في أوّل إنذار بالخطر النووي الإسرائيلي إبّان حرب السّتة أيّام. وجرى الاعتقاد ان إسرائيل أمرت بتجهيز 13 قنبلة نووية بقدرة تفجيرية تعادل 20 ألف طن (20 كيلوطن) من مادة تي إن تي خوفاً من الهزيمة في عام 1973.
عدد الرؤوس النووية بحوزة إسرائيل غير معلوم إلا أن التقديرات تشير إلى أن إسرائيل قد تملك من 100 إلى 200 رأس نووي حتى سنة 87, ومن الممكن إيصالها إلى أهداف بعيدة عن طريق الطائرات أو الصواريخ البالستية والغواصات، وقد يصل مداها إلى منتصف الجمهورية الروسية.
تتبع إسرائيل سياسة الغموض فيما يتعلّق بترسانتها النووية. إلا أن «مردخاي فعنونو»، أحد موظفي مفاعل ديمونة أكّد على صحة التوقعات الآنفة.
خصخصت إسرائيل صناعاتها العسكرية بمطلع عام 2005 وكونت شركة بين شركتين تعنيان بصناعة السلاح عرفت بشركة رفائيل للصناعات العسكرية وأعطيت أكثر المشاريع سرية وحساسية وأما شركة ألبيت فأعطيت حق تصنيع الذخائر والدبابات والمدرعات وذلك للحفاظ على حيوية الصناعة العسكرية الإسرائيلية خصوصا بعد أن واجهت شركة الصناعات العسكرية الإسرائيلية وقتها، مصاعب مالية استصعبت معها دفع رواتب المتقاعدين الذين عملوا فيها.
تفتخر الصناعة العسكرية الإسرائيلية بالدبابة ميركافا، باعتبارها الأكثر تأمينا لحياة طاقمها بين مختلف طرازات الدبابات العالمية[بحاجة لمصدر]، كما تصر صناعة الإعلام الإسرائيلية على أن ميركافا هي الدبابة الأكثر تدريعاً أمام المقذوفات المضادة للدبابات، والأقدر بين الدبابات على المناورة والعمل في ظروف بيئية صعبة. في عام 2006، قام حزب الله بوضع هذه الدبابة أمام الاختيار أثناء العدوان الإسرائيلي على لبنان ونتج عن ذلك ما يعرف بمقبرة الميركافا مما أدى إلى فسخ عدد كبير من الدول لعقود شراء دبابات الميركافا من إسرائيل.
انظر أيضا إسرائيل وأسلحة الدمار الشامل

## التعامل مع الخصوم
بالنظر إلى طبيعة الصراع المسلّح بين الفلسطينيين والجيش الإسرائيلي، فإن إسرائيل تتدعي أنها تتبع سياسة حربية قليلة الكثافة لتباين العدّة والعتاد بين الفريقين المتحاربين، إلا أن البعض يرى أن السياسة المتّبعة في التعامل مع المسلحين الفلسطينيين سياسة مفرطة خصوصاً ان إسرائيل تستعمل الطائرات العمودية والمقاتلات الحربية في ضرب أهداف أرضية كالحادثة الشهيرة التي أدت إلى مقتل أحمد ياسين (مؤسس حركة حماس) وعبد العزيز الرنتيسي وأبو علي مصطفى عن طريق القصف الصاروخي من الطائرات العمودية كما أن إسرائيل تقتل وتعتقل العشرات أسبوعيا مِن مَن تصفهم بالمطلوبين الفلسطينيين الخطرين. ومن بين الخصوم التي تعاملت مع الجيش الإسرائيلي بصورة «حرب العصابات» هو حزب الله اللبناني. فقد تعامل الجناح العسكري «المقاومة الإسلامية» لحزب الله مع الجيش الإسرائيلي في جنوب لبنان بكثرة مع استمرار المناوشات العسكرية بين الفينة والأخرى حتى بعد انسحاب إسرائيل من جل الجنوب اللبناني والتمسك بمزارع شبعا أما الخصم الذي كان له المواجهة الأكبر على مدى عقود هو منظمة التحرير الفلسطينية حيث كانت أكبر معركة هي اجتياح 1982 وقد صمدت المنظمة 88 يوم ثم بعدها تدخل العالم لخروج المسلحين من بيروت وانسحبت إسرائيل بخسائر كبيرة للغاية.
- هاجاناه تنظيم يهودي عسكري قبل تأسيس إسرائيل
- موساد مخابرات خارجية إسرائيلية
- أمان المخابرات العسكرية الإسرائيلية
- شاباك (شين بيت سابقا) مخابرات داخلية إسرائيلية

## صور

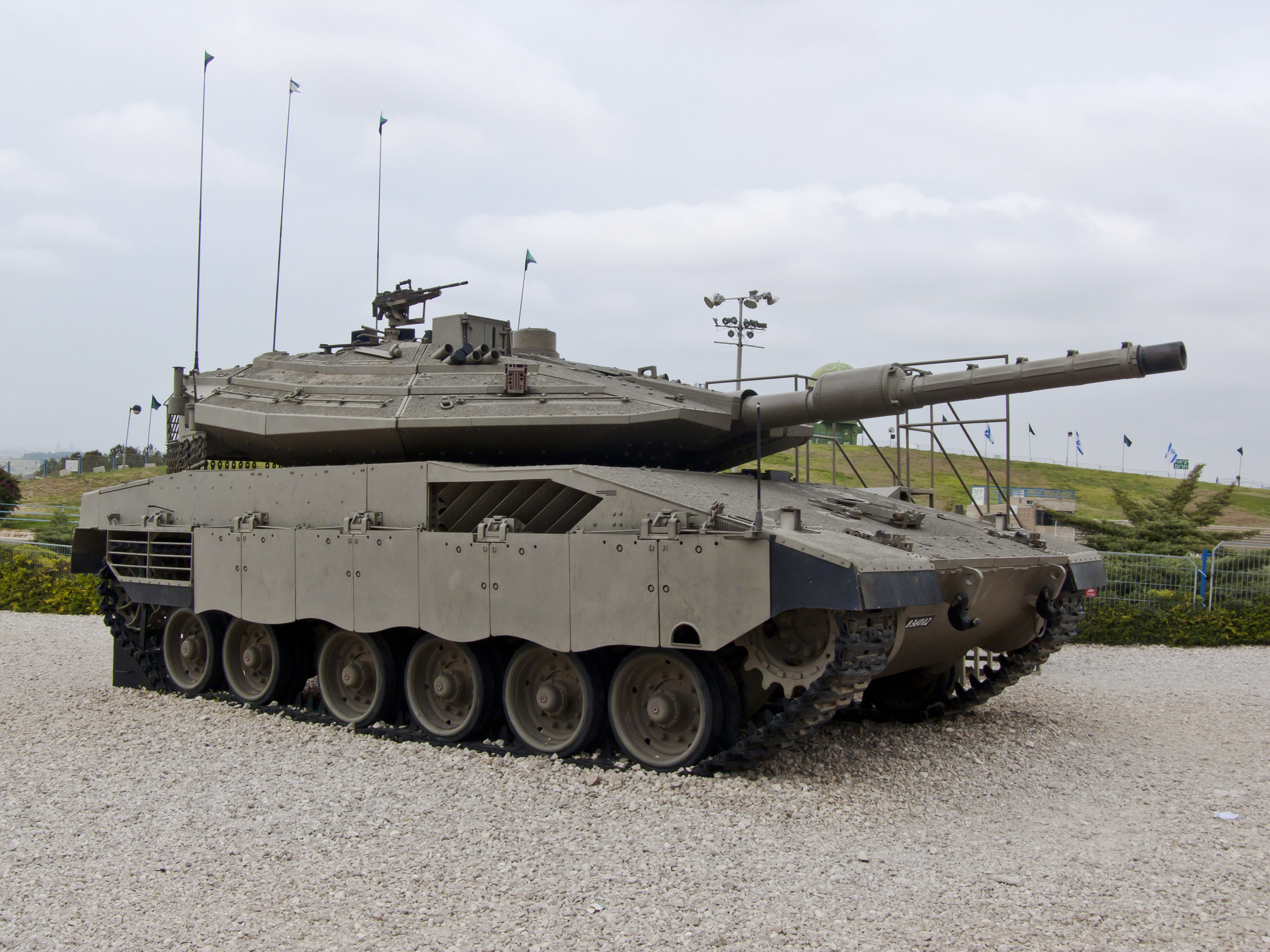
ميركافا مارك 4
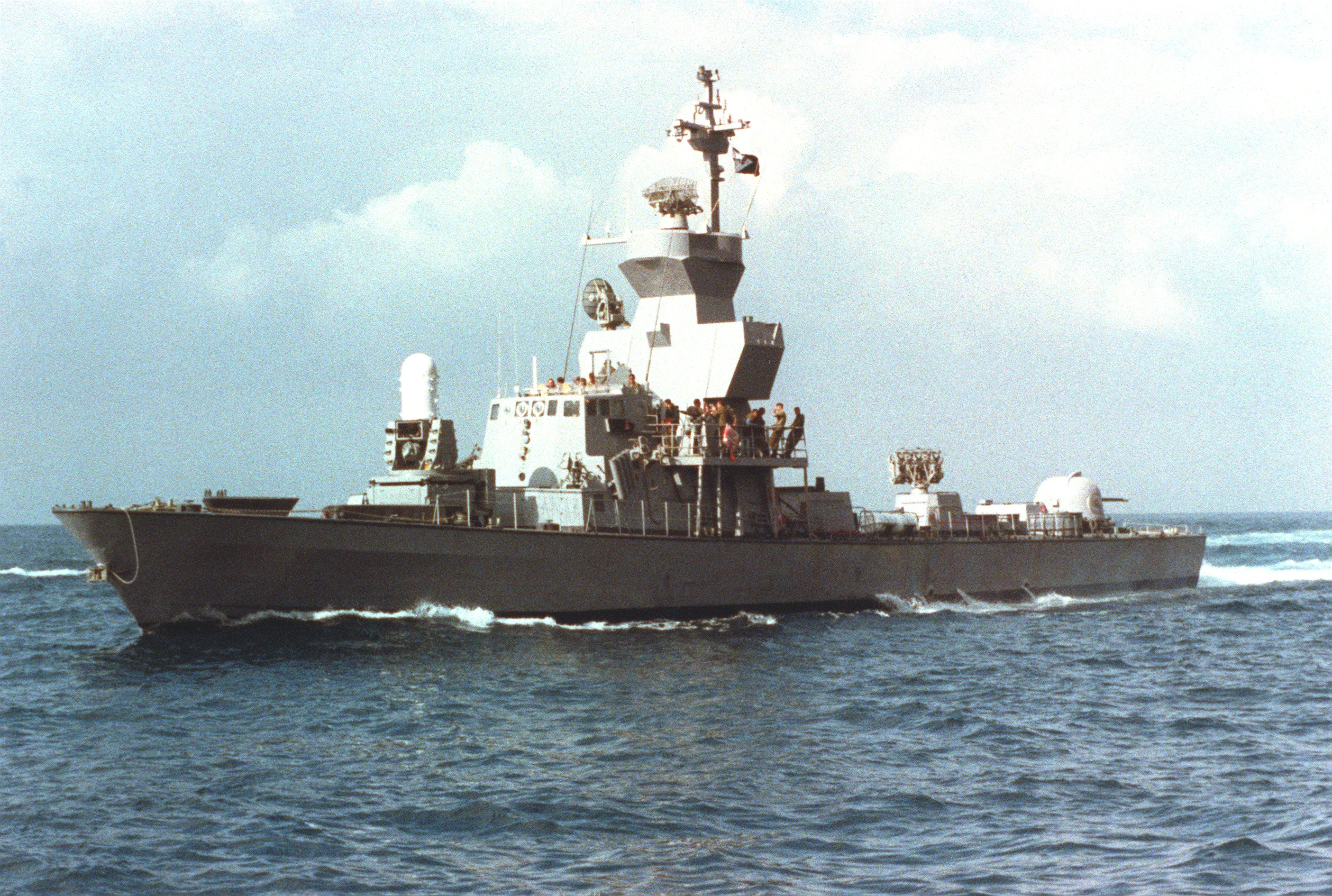
ساعر 4.5
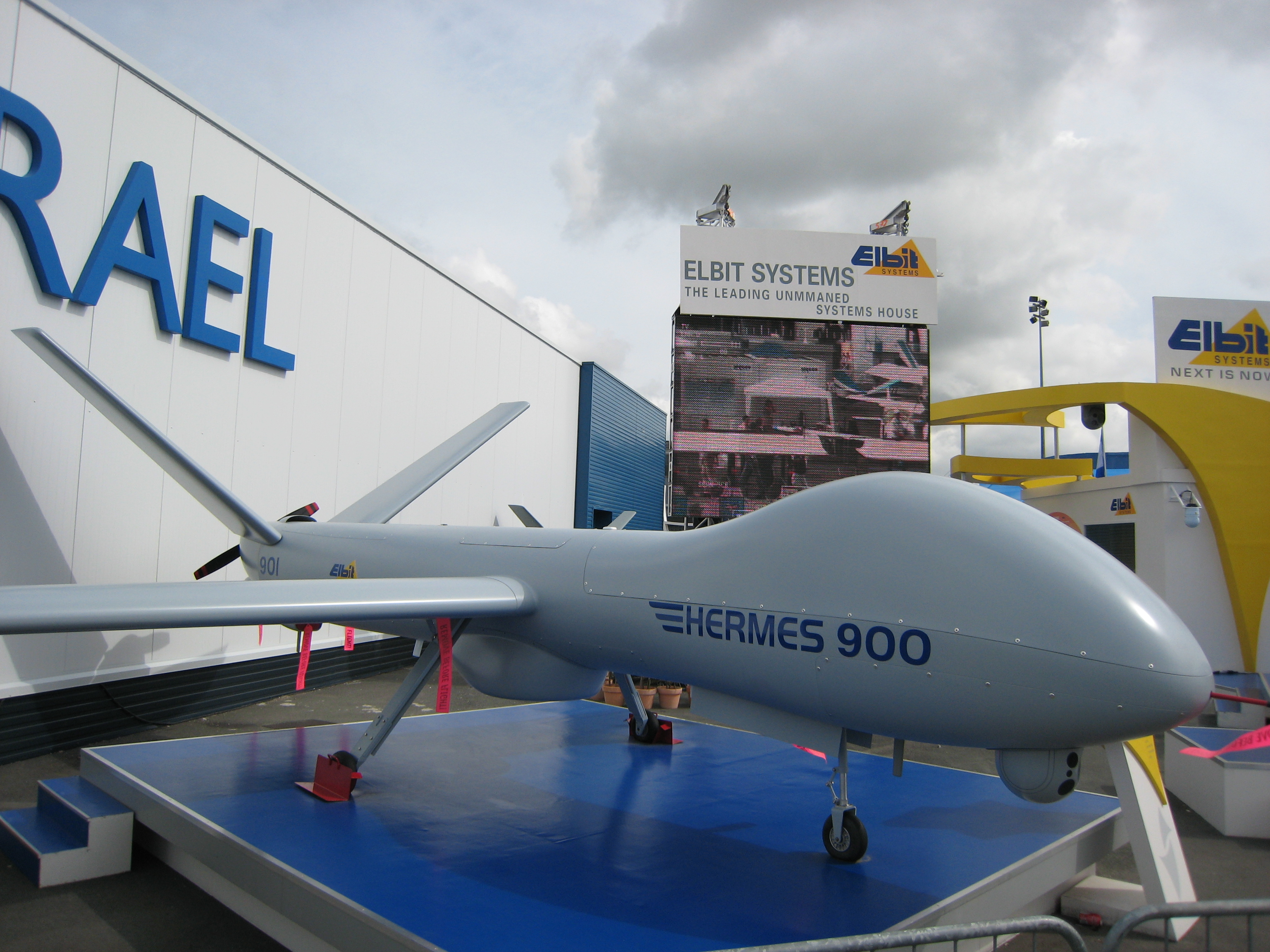
طائرة دون طيار إلبت هرمز 900
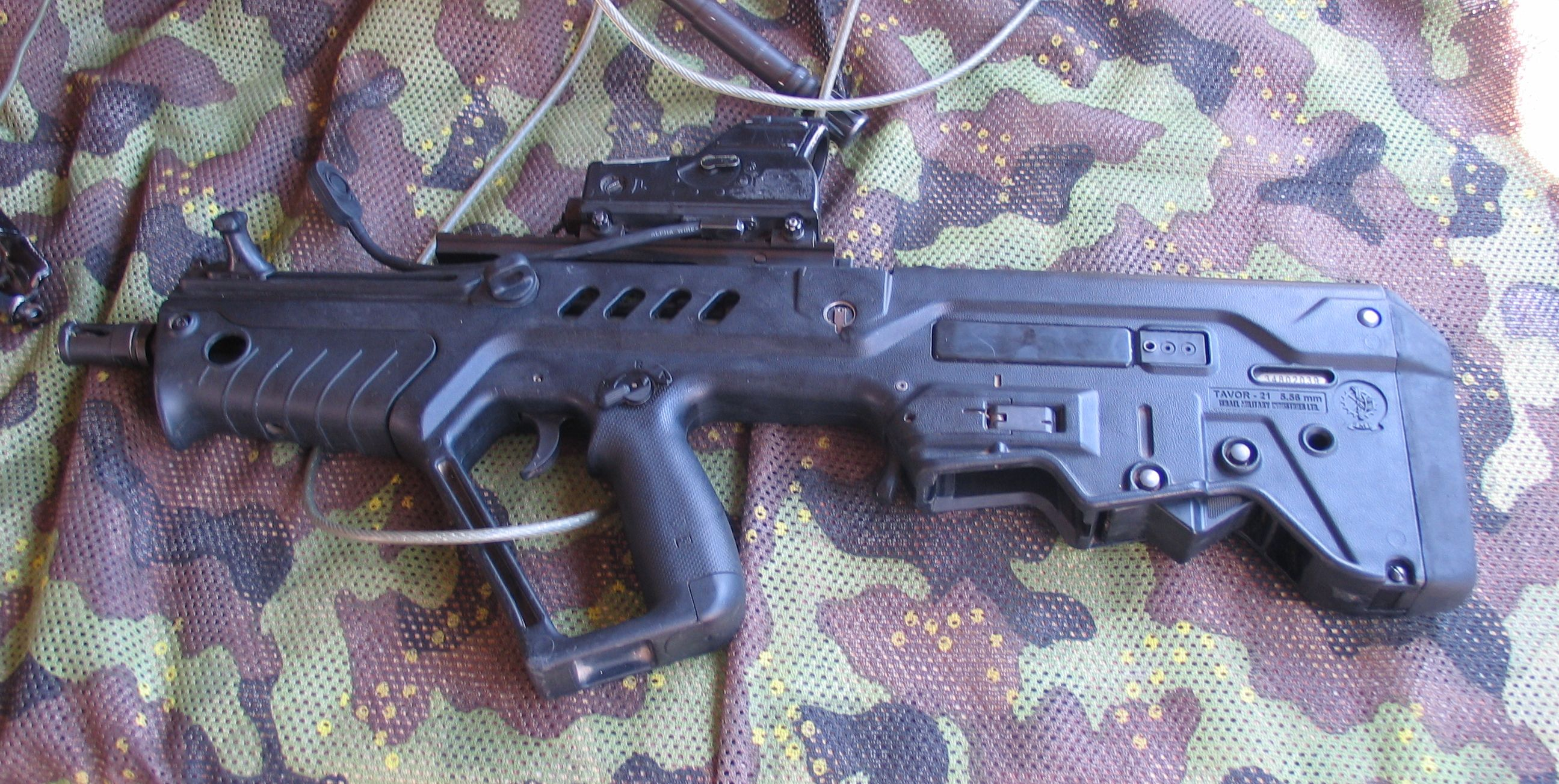
تافور
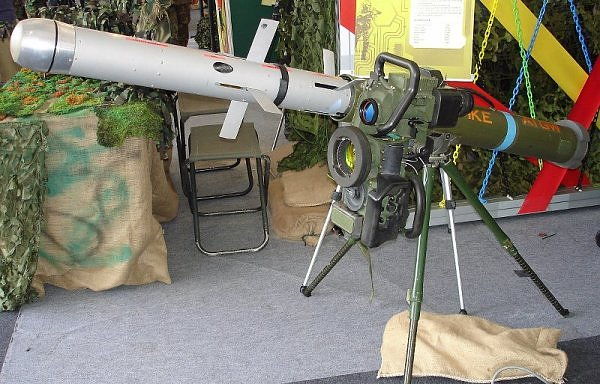
صاروخ موجه مضاد للدروع سبايك (صاروخ)
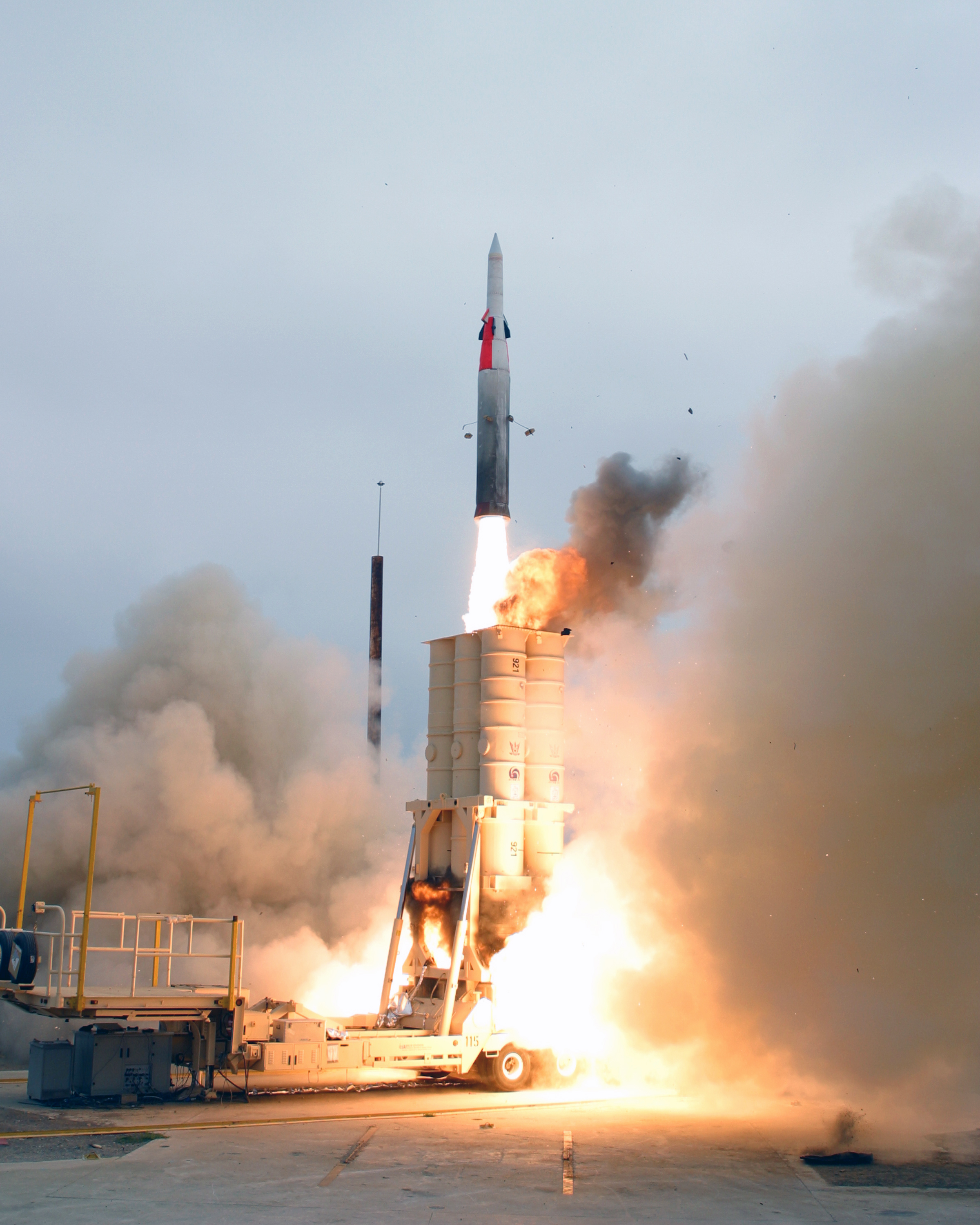
آرو
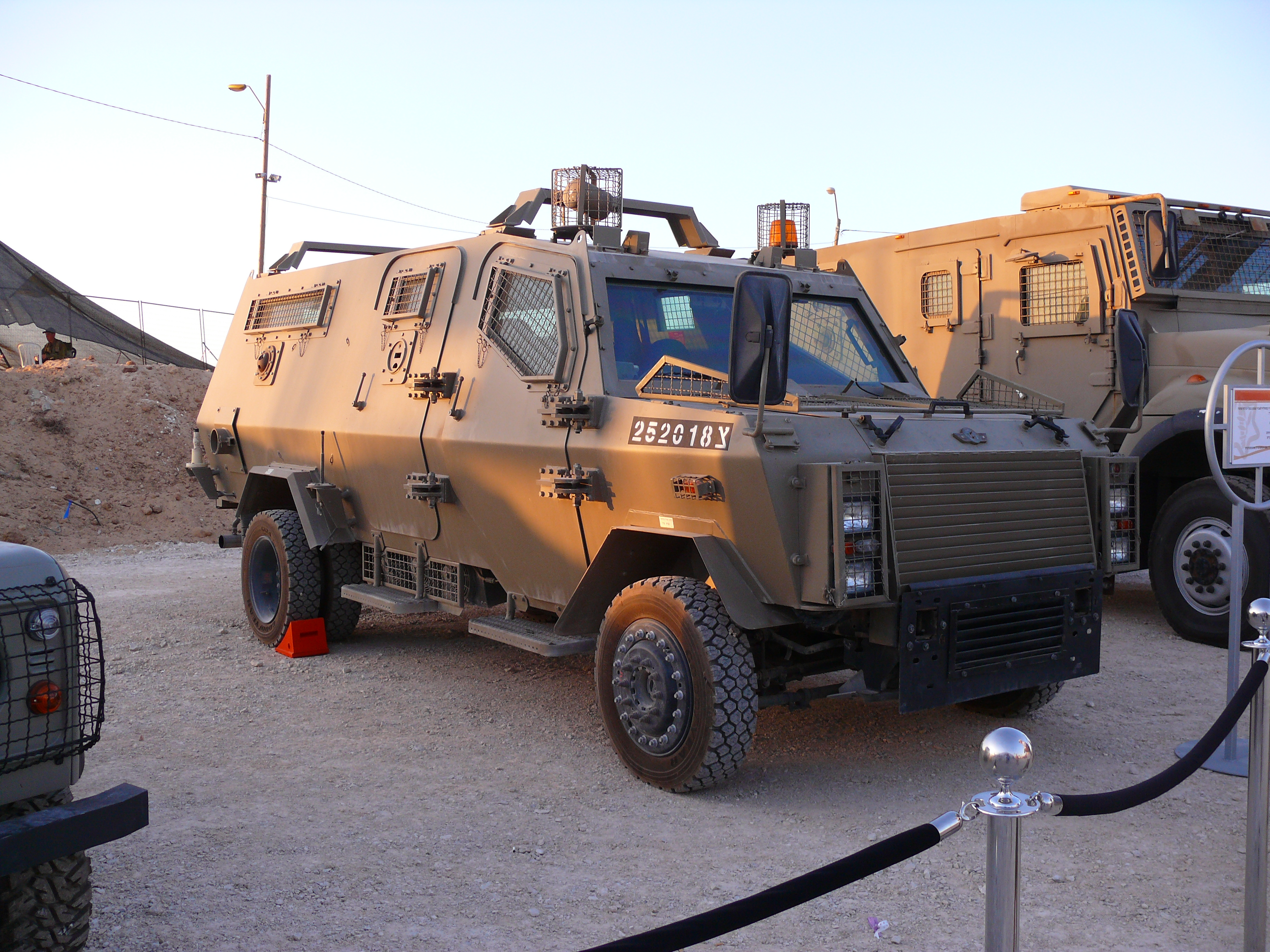
مركبة الذئب المدرعة
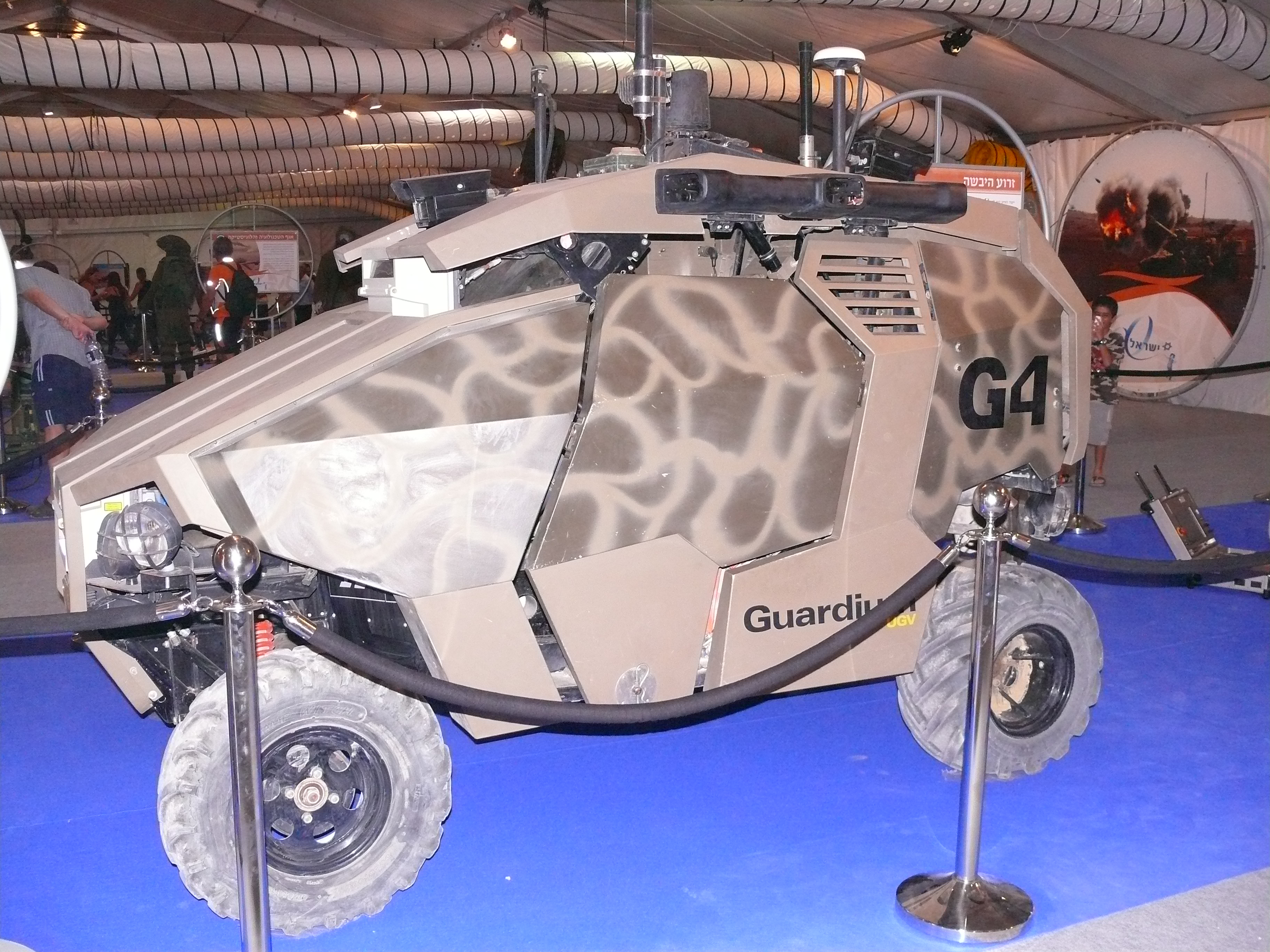
Guardium
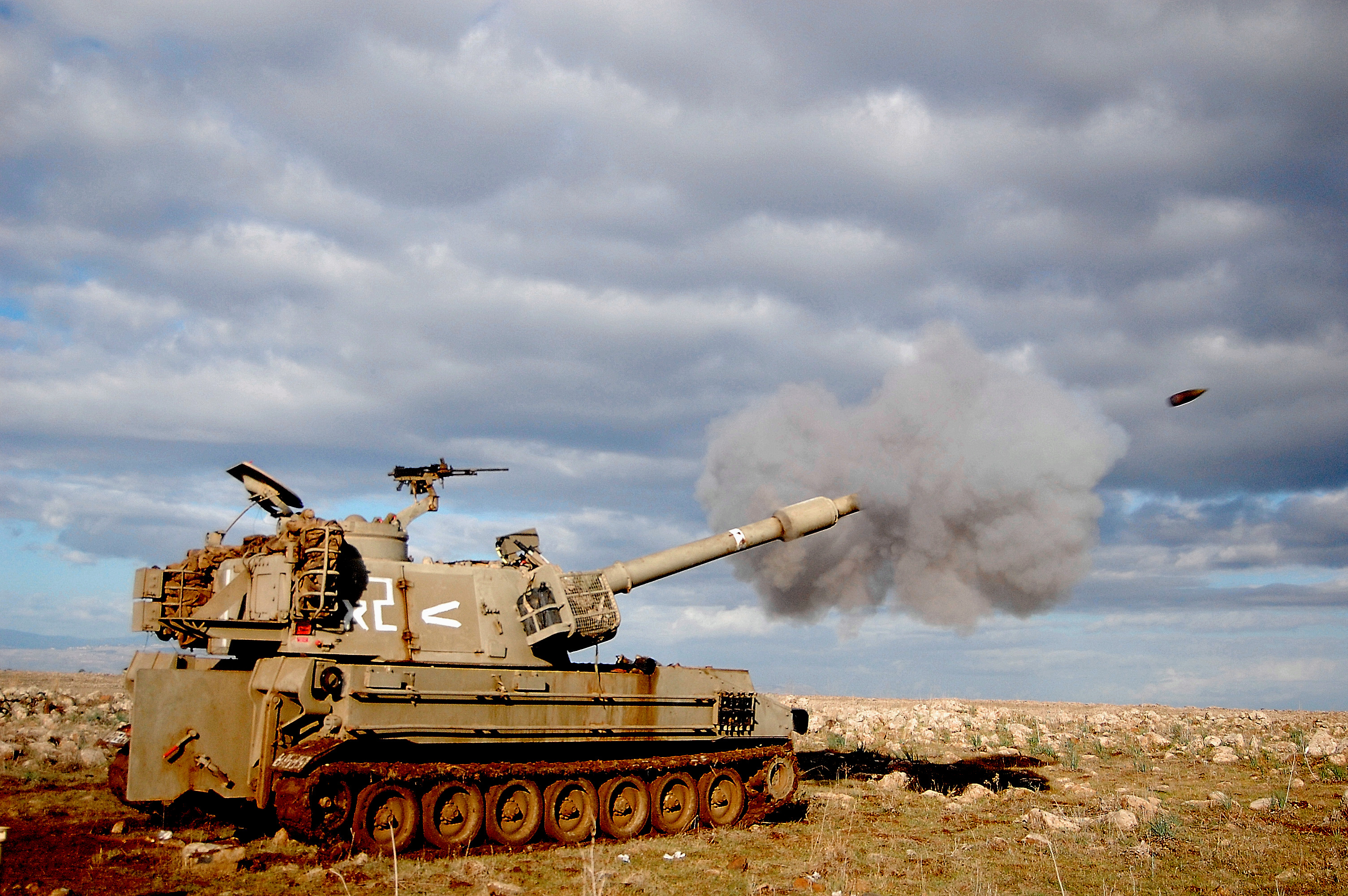
إم 109 هاوتزر
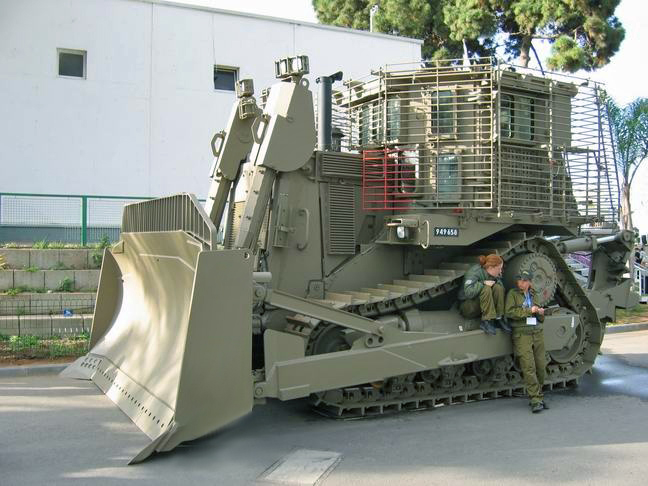
كاتربيلر دي-9 (جرافة الجيش الإسرائيلي) الجرافة المدرعة
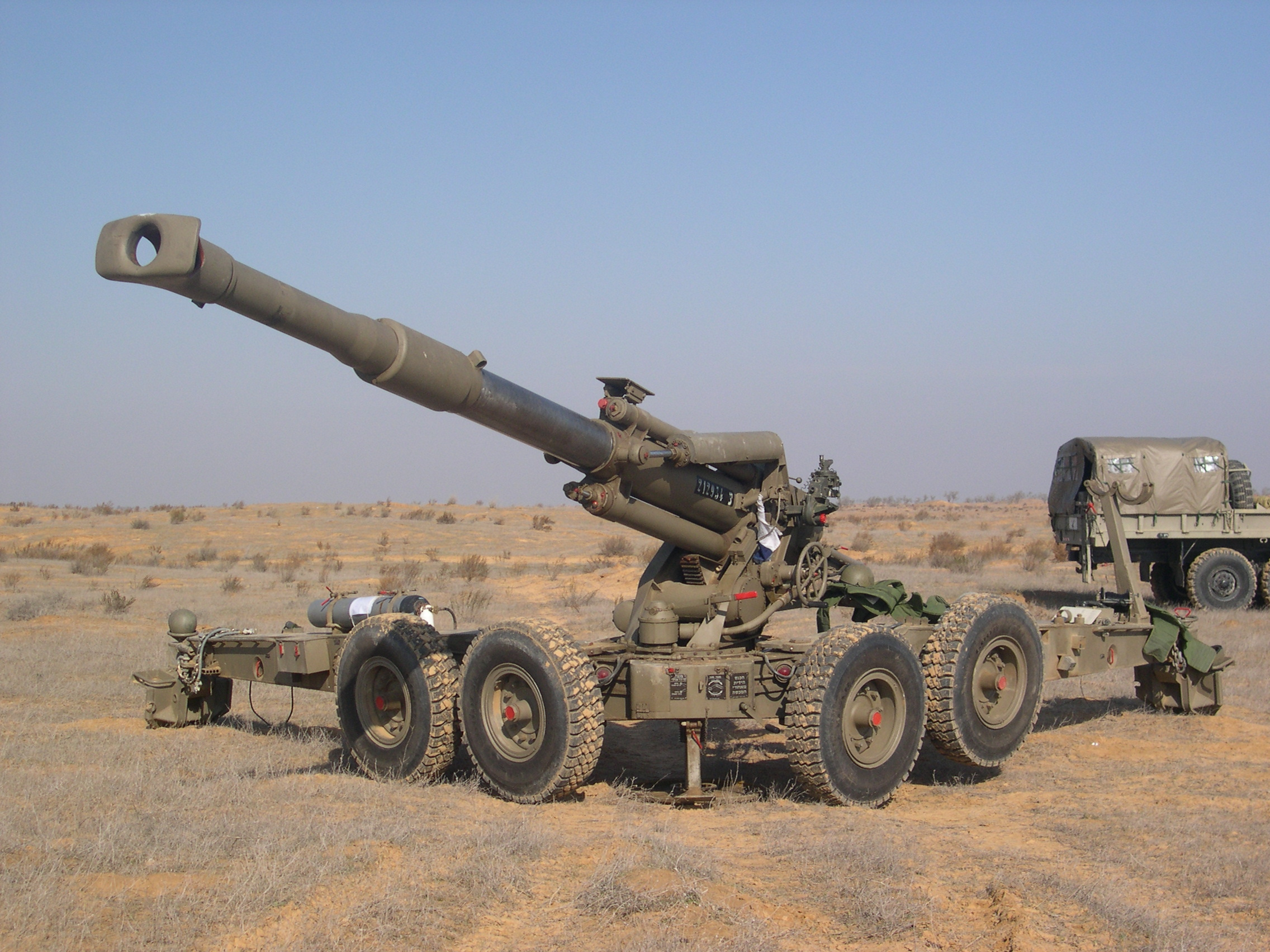
سولتم إم-71 هاوتزر
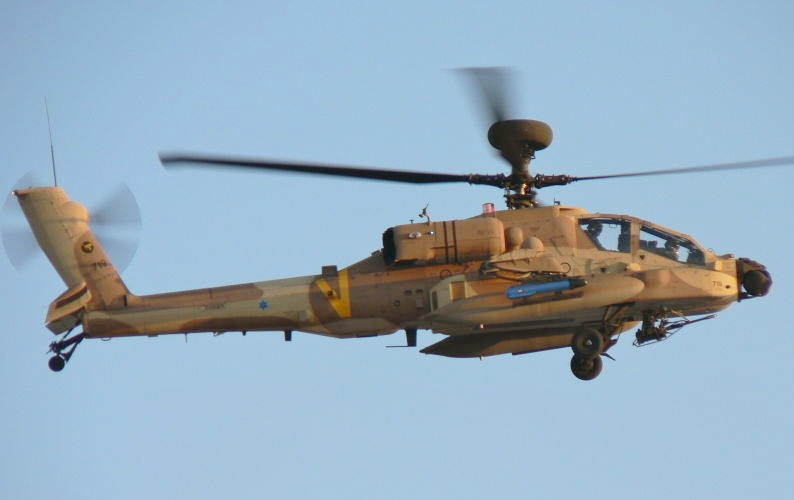
مروحية إيه إتش-64 أباتشي